# Ole Falck Ebbell

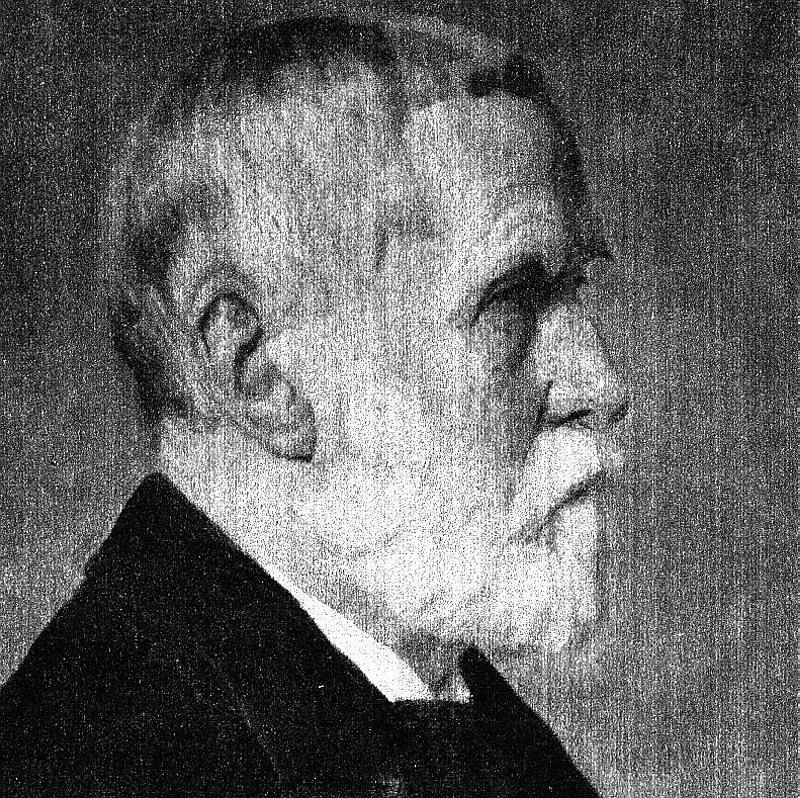
Ole Falck Ebbell

Ole Falck Ebbell (* 13. September 1839 in Christiania; † 29. Juni 1919 in Trondheim) war ein norwegischer Architekt. Ebbell entwarf viele Bauwerke in Norwegen, wirkte aber schwerpunktmäßig in Trondheim.

## Leben
Ole Falck Ebbell wurde in Christiania, dem heutigen Oslo, als Sohne des Rechtsanwalts Ole Falck Ebbel und von Anna Sofie Kloed geboren. Er studierte Architektur in Deutschland und der Schweiz. Nach einigen Jahren in Oslo zog er als 28-Jähriger nach Trondheim, wo er auch seit 1871 als Lehrer für Maschinenbau und Architektur an der Technischen Schule von Trondheim, dem Vorläufer der Norwegischen Technischen Hochschule, tätig war. 1891 wurde er zum Vorstand der Fakultät für Architektur. Er wirkte als Mitglied der Restaurationskommission für den Nidarosdom von 1882 bis 1894 mit.
Sein Sohn Ole-Falk Ebbell-Staehelin wurde Bauingenieur.

## Werke (Auswahl)
- Bibliothek Trondheim, das frühere Rathaus (1870 umgebaut)
- Hochschule Høgskolen i Sør-Trøndelag (1872)
- Psychiatrisches Krankenhaus in Kristiansand (1881)
- Kalvskinnet-Schule, Trondheim (1885)
- Elvran-Kapelle in Levanger (1893)
- Kirche in Snillfjord (1898)